# Santa Giusta
Santa Giusta település Olaszországban, Szardínia régióban, Oristano megyében. Lakosainak száma 4619 fő (2023. január 1.). Santa Giusta Ales, Arborea, Morgongiori, Oristano, Marrubiu, Palmas Arborea és Pau községekkel határos.

## Népesség
A település lakossága az elmúlt években az alábbi módon változott:
| Lakosok száma | 4816 | 4807 | 4619 |
|               | 2017 | 2018 | 2023 |

## Kikötő
A szomszédos Oristano város ipari kikötője Santa Giusta belterületén fekszik. Különösen olyan áruk szállítására szolgál, mint ásványok, szén és mezőgazdasági termékek.